# Campeonato Europeo de Tiro al Plato de 2024
El XLVIII Campeonato Europeo de Tiro al Plato se celebró en Lonato (Italia) entre el 15 y el 26 de mayo de 2024 bajo la organización de la Confederación Europea de Tiro (ESC) y la Federación Italiana de Tiro Deportivo.
Las competiciones se realizaron en el campo de tiro Trap Concaverde de la ciudad italiana.

## Resultados

### Masculino
| Evento          | Oro                                        | Plata                        | Bronce                          |
| --------------- | ------------------------------------------ | ---------------------------- | ------------------------------- |
| Foso (18.05)    | Alberto Fernández Muñoz · España · 46 pts. | Yavuz İlnam Turquía 44 pts.  | Boštjan Maček Eslovenia 34 pts. |
| Foso (equipos)  | República Checa ·                          | Reino Unido                  | Turquía                         |
| Skeet (24.05)   | Sven Korte · Alemania · 52                 | Anatoli Semenenko · AIN · 50 | Andri Kobzaruk · Ucrania · 41   |
| Skeet (equipos) | Polonia ·                                  | República Checa ·            | Chipre                          |

### Femenino
| Evento          | Oro                              | Plata                               | Bronce                       |
| --------------- | -------------------------------- | ----------------------------------- | ---------------------------- |
| Foso (18.05)    | Fátima Gálvez · España · 46 pts. | Kathrin Murche · Alemania · 44 pts. | Rümeysa Kaya Turquía 34 pts. |
| Foso (equipos)  | Ucrania ·                        | Turquía                             | Eslovaquia ·                 |
| Skeet (24.05)   | Diana Bacosi · Italia · 56       | Lucie Anastassiou Francia 51        | Daria Turulo · AIN · 41      |
| Skeet (equipos) | Alemania ·                       | República Checa ·                   | Chipre                       |

### Mixto
| Evento                    | Oro                                         | Plata                                               | Bronce                                           |
| ------------------------- | ------------------------------------------- | --------------------------------------------------- | ------------------------------------------------ |
| Foso por equipos (19.05)  | Mauro De Filippis · Silvana Stanco · Italia | Giovanni Pellielo · Maria Lucia Palmitessa · Italia | Gian Marco Berti Alessandra Perilli San Marino   |
| Skeet por equipos (25.05) | Éric Delaunay Lucie Anastassiou Francia     | Efthimios Mitas · Emmanuela Katzuraki · Grecia      | Jakub Tomeček · Barbora Šumová · República Checa |

## Medallero
| Núm. | País            | Oro | Plata | Bronce | Total |
| ---- | --------------- | --- | ----- | ------ | ----- |
| 1    | Alemania        | 2   | 1     | 0      | 3     |
| 1    | Italia          | 2   | 1     | 0      | 3     |
| 3    | España          | 2   | 0     | 0      | 2     |
| 4    | República Checa | 1   | 2     | 1      | 4     |
| 5    | Francia         | 1   | 1     | 0      | 2     |
| 6    | Ucrania         | 1   | 0     | 1      | 2     |
| 7    | Polonia         | 1   | 0     | 0      | 1     |
| 8    | Turquía         | 0   | 2     | 2      | 4     |
| 9    | AIN             | 0   | 1     | 1      | 2     |
| 10   | Grecia          | 0   | 1     | 0      | 1     |
| 10   | Reino Unido     | 0   | 1     | 0      | 1     |
| 12   | Chipre          | 0   | 0     | 2      | 2     |
| 12   | Eslovenia       | 0   | 0     | 2      | 2     |
| 14   | San Marino      | 0   | 0     | 1      | 1     |
|      | TOTAL           | 10  | 10    | 10     | 30    |

1. 1 2 3  Los deportistas de Rusia participaron bajo la denominación «Atletas Individuales Neutrales» y las siglas AIN.